# Adelospondyli
De Adelospondyli zijn een orde van uitgestorven langwerpige amfibieën behorende tot de Lepospondyli, die vrijwel geheel hun leven in het water doorbrachten. De leden van deze orde leefden in het Mississippien een tijdvak van het Carboon. In 1930 werden zij benoemd door David Meredith Seares Watson. Het bekendste geslacht is Adelospondylus. Leden zijn alleen bekend van Schotland uit lagen van het Laat-Mississipien. 
Adelospondylen hebben een robuuste schedel met een massief schedeldak en de oogkassen bevinden zich aan de voorkant van de schedel. De ledematen waren vrijwel zeker afwezig, hoewel sommige wetenschappelijke bronnen melding maakten van de aanwezigheid ervan. Ondanks de waarschijnlijke afwezigheid van ledematen, behielden adelospondylen een groot deel van de benige schoudergordel. Adelospondylen werden in het verleden in verschillende groepen ingedeeld. Ze werden oorspronkelijk beschouwd als leden van de onderklasse Lepospondyli, verwant aan andere ongewone vroege tetrapoda zoals microsauriërs, nectriden en aïstopoden. Analysen zoals Ruta & Coates (2007) hebben een alternatief classificatieschema voorgesteld, waarbij ze aantoonden dat adelospondylen eigenlijk ver verwijderd waren van andere lepospondylen en in plaats daarvan stegocephaliërs waren die nauw verwant waren aan de familie Colosteidae. 
De meeste adelospondylen behoren tot de familie Adelogyrinidae en tot 2003 werden de orde en familie als synoniem beschouwd. In 2003 wezen Ruta et al. Acherontiscus toe aan de orde als het enige bekende niet-adelogyrinide lid. Leden van deze groep zijn zeer zeldzaam; slechts zes bekende exemplaren kunnen met absolute zekerheid worden toegewezen aan de vijf bekende geslachten. Deze exemplaren zijn bekend uit geologische afzettingen uit het Mississippien (Serpukhovien) van Schotland en behoren tot de oudste bekende fossielen van lepospondylen. 

## Beschrijving
Adelospondylen delen verschillende eigenschappen met andere lepospondylen, hoewel het omstreden is of deze eigenschappen een voorbeeld zijn van convergente evolutie. Net als de aïstopoden en lysorophische microsauriërs hadden ze een zeer langgerekt lichaam, vergelijkbaar met dat van slangen en alen. Bovendien hadden ze geen ledematen (net als de aïstopoden), hoewel er eind jaren 1960 wel voorpoten zouden zijn gevonden bij verschillende adelogyriniden. Andrews & Carroll (1991) ontdekten dat alle meldingen van voorste ledematen bij adelogyriniden eigenlijk misinterpretaties waren. Zo werden bijvoorbeeld vermeende voorpoten die door Brough & Brough (1967) waren ontdekt bij Adelogyrinus en Palaeomolgophis opnieuw geïdentificeerd als respectievelijk tongbeenderen en ribben. Carroll (1967) beweerde ook dat er voorpoten aanwezig waren bij Adelospondylus, maar deze werden later beschouwd als tongbeenderen zoals bij Adelogyrinus. 

### Schedel
Adelospondylen hadden een wat lange en lage schedel, met grote oogkassen die naar de voorkant van de schedel waren gericht. Hierdoor werden de verhoudingen van de schedelbotten beïnvloed. Bijvoorbeeld, de neusbeenderen langs de middenlijn van de schedel voor de ogen waren veel korter dan de voorhoofdsbeenderen direct erachter, die naar voren reikten voorbij het niveau van de ogen. De frontale botten werden weggelaten van de rand van de oogkassen door een contact tussen de pre- en post-frontale botten die respectievelijk voor en achter de oogkassen liggen. In tegenstelling tot lysorophiërs en aïstopoden, die slangachtige schedels hadden met grote openingen en minder botmateriaal, waren de schedels van adelospondylen stevig gebouwd en bedekt met richels, kuilen en groeven, waaronder sulci van de laterale lijn. Ze hadden meestal veel tanden, hoewel die tanden per familie verschillen in structuur. Adelogyriniden hadden bijvoorbeeld talrijke 'beitelvormige' tanden, terwijl Acherontiscus stompe tanden had achter in de mond en scherpe, dunne tanden aan de voorkant. Zoals het geval is bij andere lepospondylen, hadden de tanden van adelospondylen geen labyrintachtige interne structuur zoals die van labyrinthodonten, noch bezaten adelospondylen vergrote hoektanden op het verhemelte.
Net als verschillende andere lepospondylen verloren adelospondylen verschillende botten in het temporale gebied van de schedel, dat zich aan de achterkant van de schedel bevindt tussen het quadratojugale bot van het kaakgewricht en de pariëtale en postpariëtale botten op de middenlijn van het schedeldak. Stam- en kroontetrapoden hebben meestal drie tot vier botten aan elke kant van de schedel in dit gebied (van boven naar beneden): het tabulae, supratemporale (en soms een aangrenzende intertemporale), en squamosale. De intertemporale is verloren gegaan (of vergroeid met andere botten) in een verscheidenheid van niet-verwante tetrapode groepen. Hetzelfde proces treedt ook op bij de supratemporale botten bij verschillende lepospondylen, namelijk microsauriërs en enkele nectriden zoals Scincosaurus en diplocauliden. Adelospondylen gaan nog een stap verder. Zij bezitten slechts één bot tussen het kaakgewricht en het schedeldak. Vaak wordt aangenomen dat dit bot een fusie is tussen het tabularum en de squamosale (een tabular-squamosale of squamosotabularum genoemd), hoewel het ook denkbaar is dat het tabularum helemaal is verdwenen en alleen de vergrote squamosale ervoor in de plaats is gekomen.

### Postcraniale beenderen
Adelospondylen kunnen ook worden gekenmerkt door hun wervels in vergelijking met andere lepospondylen. Ze waren spoelvormig en talrijk, met Acherontiscus met naar schatting 64 wervels en een onbepaalde juveniele adelogyrinide met minstens 70. De meeste van deze wervels missen hematopale stekels. Bij de meeste van deze wervels ontbreken de doornuitsteeksels, wat erop wijst dat de primaire rek in het lichaam plaatsvond en niet in de staart. De doornuitsteeksels zijn niet vergroeid met de centra, een kenmerk dat D.M.S. Watson (1929) gebruikte om de adelospondylen als een aparte orde te beschouwen. In feite is de naam 'adelospondyl' Grieks voor 'obscure wervel', verwijzend naar zowel de zeldzaamheid van adelospondylen als naar dit kenmerk. Watson heeft echter ook Lysorophus opgenomen als een adelospondyle in plaats van een lysorophische microsauriër, en andere onderzoeken hebben aangetoond dat de afwezigheid van neurocentrale fusie heel gebruikelijk is bij tetrapoden, en daarom nutteloos is als onderscheidend kenmerk. Adelospondylen hebben echter een extra eigenschap van de wervels die uniek is in vergelijking met andere lepospondylen. Bij de meeste lepospondylen zijn de linker- en rechterhelft van de wervelboog gescheiden, in plaats van samengesmolten zoals bij andere viervoeters. Adelospondylen behouden de primitieve toestand van de twee helften die volledig vergroeid zijn, waardoor hun wervels uniek zijn onder de lepospondylen. Acherontiscus wijkt nog meer af van de norm van de onderklasse dan andere adelospondylen, omdat hij twee aparte benige componenten van de centra heeft, in plaats van één centrum (wat het geval is bij adelogyriniden en andere lepospondylen). Deze twee verschillende componenten (het intercentrum aan de voorkant en het pleurocentrum aan de achterkant) waren bijna even groot, vergelijkbaar met de wervels van embolomeren.
Hoewel adelospondylen alle sporen van hun voorste en achterste ledematen verloren, behielden ze een opmerkelijk overblijfsel van hun vermoedelijk ledematen tellende voorouders. Dit overblijfsel is een grote benige huidschoudergordel, bestaande uit plaatvormige tussenklauwbeenderen die zich op de middenlijn van de borst bevonden, twee sleutelbeenderen aan weerszijden ervan en twee boemerangvormige sleutelbeenderen aan de basis van de nek. Aan de andere kant gingen de botten van de endochondrale schoudergordel ( dat wil zeggen de scapulae en coracoïden), die de voorste ledematen ondersteunden, samen met de ledematen verloren. Adelospondylen hadden een groot benig tongapparaat, inclusief kieuwsteunende botten zoals hypobranchialen en ceratobranchialen. Lange, dunne schubben zijn bewaard gebleven bij de meeste exemplaren van adelospondylen, en ze waren meer aanwezig aan de ventrale (buik) kant van het lichaam dan aan de dorsale (rug) kant.

## Anatomie
De Adelospondyli waren langgerekt, en leefden waarschijnlijk in het water. Adelospondyli hadden goed ontwikkelde ledematen die, hoewel erg klein, handig waren bij het sturen, vooral bij duiken en omhoog gaan. De kop was erg groot en bezat enorme kaakspieren. Deze waren vermoedelijk groter dan bij enige ander bekende groep lepospondylen. De ogen zaten vrij hoog op de kop zodat ze gemakkelijk met een klein gedeelte van het lichaam boven het wateroppervlak konden loeren naar eventuele prooi.

## Onderverdeling

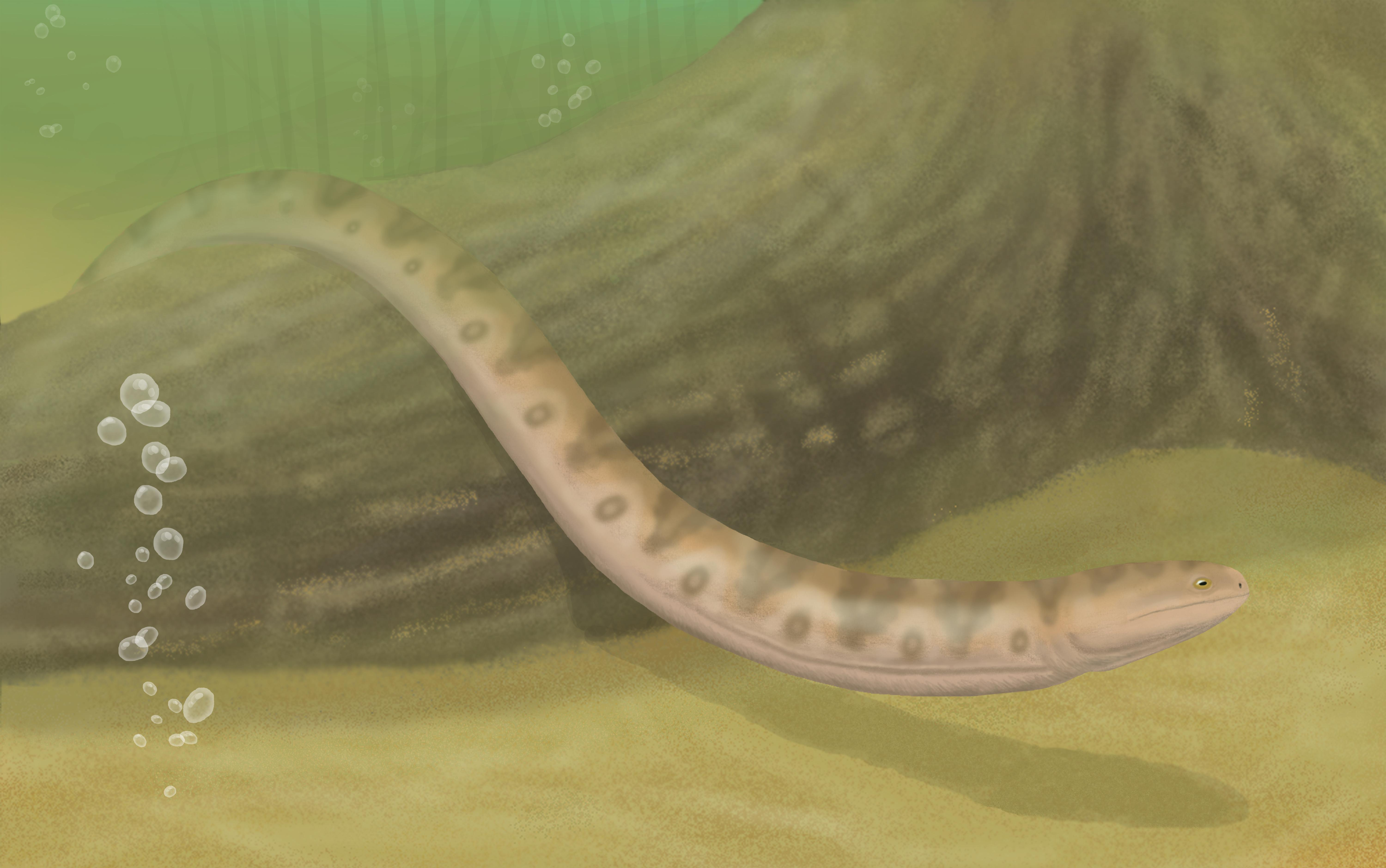
Bij Palaeomolgophis zijn de typische kenmerken van de Adelospondyli goed te zien.

- Adelospondyli
  - Acherontiscidae
    - Acherontiscus

  - Adelogyrinidae
    - Adelogyrinus
    - Adelospondylus
    - Dolichopareias
    - Palaeomolgophis